# Les Istres-et-Bury
Les Istres-et-Bury är en kommun i departementet Marne i regionen Grand Est (tidigare regionen Champagne-Ardenne) i nordöstra Frankrike. Kommunen ligger i kantonen Avize som tillhör arrondissementet Épernay. År 2022 hade Les Istres-et-Bury 90 invånare.

## Befolkningsutveckling
Antalet invånare i kommunen Les Istres-et-Bury
| Referens: INSEE |